# MacGruder & Loud
MacGruder & Loud (MacGruder and Loud) è una serie televisiva statunitense in 14 episodi trasmessi per la prima volta nel corso di una sola stagione nel 1985.
La serie, del genere poliziesco, fu scelta dalla ABC per il debutto subito dopo il Super Bowl del 1985 e poté godere di un conseguente elevato rating in un primo momento, ma dopo che i risultati crollarono rapidamente la serie fu annullata tre mesi dopo il debutto.

## Trama
Gli agenti di polizia e coniugi Malcolm MacGruder e Jenny Loud a Los Angeles combattono una battaglia ogni giorno non solo con la criminalità locale ma anche per mantenere il segreto della loro unione (il dipartimento vieta unioni tra agenti) gelosamente custodito dal loro capo, il sergente Hanson (interpretato da Lee de Broux). Malcolm e Jenny abitano in un doppio appartamento dove c'è una porta segreta dietro un orologio a pendolo da cui Malcolm può entrare di nascosto per stare con la moglie.

## Personaggi e interpreti
- Malcom MacGruder, interpretato da John Getz.
- Jenny Loud, interpretata da Kathryn Harrold.
- Sergente Hanson, interpretato da Lee de Broux.
- Lynch, interpretato da Robert Desiderio.
- Bobby, interpretato da Willard E. Pugh.
- Sergente Myhrum, interpretato da Francis X. McCarthy.
- Naomi, interpretata da Gail Grate.
È un'amica di Jenny, è a conoscenza del loro segreto.
- Sergente Debbin, interpretato da Ted Ross.
- Zacharias, interpretato da Charles Boswell.
- Ufficiale Geller, interpretato da Rick Rossovich.

### Guest star
Tra le guest star: Debra Feuer, Boyd Gaines, Frank Coppala, Rasheed Hilson, Rust Cundieff, Lane Smith, William Russ, Charles Hill, Richard Lynch, Marta DuBois, Sandy McPeak, Paul Drake, Tom Villard, Julie Ow, David Prather, Jim Boyle, Donna McKechnie, Tony Musante, John Pleshette, Susan Tyrrell, Wings Hauser, Maggie Cooper, Frank McCarthy, Valentin de Vargas, David Groh, Wendy Brainard, Barry Primus, Julie Cobb, Michael Horton, Soleil Moon Frye, Kress Mersky.

## Produzione
La serie, ideata da Aaron Spelling, fu prodotta da Aaron Spelling Productions e girata a Los Angeles in California.

### Registi
Tra i registi sono accreditati:
- Richard Compton in 4 episodi (1985)
- James L. Conway in 2 episodi (1985)
- Stan Lathan in 2 episodi (1985)

### Sceneggiatori
Tra gli sceneggiatori sono accreditati:
- Mike Robe
- Rogers Turrentine

## Distribuzione
La serie fu trasmessa negli Stati Uniti dal 21 gennaio 1985 al 30 aprile 1985 sulla rete televisiva ABC. In Italia è stata trasmessa su Canale 5 con il titolo MacGruder & Loud.
Alcune delle uscite internazionali sono state:
- negli Stati Uniti il 21 gennaio 1985 (MacGruder and Loud)
- in Francia il 12 settembre 1992 (MacGruder et Loud)
- in Italia il 20 luglio 1986[12] (MacGruder & Loud)

## Episodi
| Stagione       | Episodi | Prima TV USA | Prima TV Italia |
| -------------- | ------- | ------------ | --------------- |
| Prima stagione | 14      | 1985         | 1986            |